# 云雨增一
云雨增一，即双鱼座11（11 Psc）是双鱼座的一颗恒星，距离地球约910光年。